# Adam Puzoń
Adam Stanisław Puzoń (ur. 23 września 1910 w Jaśle, zm. 5 lipca 1975 w Sanoku) – oficer Wojska Polskiego II RP, kapitan Polskich Sił Zbrojnych, uczestnik walk na froncie zachodnim podczas II wojny światowej.

## Życiorys
Urodził się 23 września 1910 w Jaśle jako syn Juliana (urzędnik kolejowy) i Marii z domu Lachcik. W rodzinnym mieście ukończył naukę w szkole podstawowej i w Państwowym Gimnazjum im. Króla Stanisława Leszczyńskiego w Jaśle, gdzie zdał egzamin dojrzałości w 1930 lub 1931. Następnie studiował na Wydziale Prawa Uniwersytetu Jagiellońskiego, gdzie w 1938 uzyskał dyplom magistra praw. W latach 1932–1933 ukończył Szkołę Podchorążych Rezerwy Piechoty w Zambrowie. Na stopień podporucznika został mianowany ze starszeństwem z 1 stycznia 1935 i 2349. lokatą w korpusie oficerów rezerwy piechoty.
Po wybuchu II wojny światowej walczył w okresie kampanii wrześniowej 1939. Po klęsce polskiej wojny obronnej przedostał się na Węgry. Potem trafił do Syrii, tam został wcielony do Samodzielnej Brygady Strzelców Karpackich i w szeregach Polskich Sił Zbrojnych służył od 1940. Podczas kampanii libijskiej był dowódcą kompanii. Brał udział w bitwie o Tobruk w 1941. Następnie został przydzielony do 3 Brygady Strzelców Karpackich Brał udział w kampanii włoskiej 2 Korpusu. Pełnił funkcję dowódcy 3 kompanii strzelców w ramach 5 batalionu Strzelców Karpackich w składzie 2 Brygady Strzelców Karpackich (jego podkomendnym był m.in. także związany z Sanokiem ppor. Władysław Majcher). Uczestniczył w bitwie o Monte Cassino w stopniu porucznika (jego osobę opisał Melchior Wańkowicz w swojej książce pt. Monte Cassino). Służbę zakończył 5 maja 1945. Został mianowany na stopień kapitana przez dowództwo Polskich Sił Zbrojnych na Zachodzie (Anglia)
Po wojnie powrócił do Polski w 1947. Do 1956 pracował w przemyśle naftowym aż do czasu rozwiązania PGPN w Sanoku. Wtedy został przeniesiony do Ekspozytury PKS w Krośnie i był kierownikiem działu planowania i zatrudnienia. Później sprawował stanowisko kierownika oddziału terenowego PKS w Sanoku. Pracował też jako nauczyciel języka angielskiego w II Liceum Ogólnokształcącym im. Marii Skłodowskiej-Curie w Sanoku. Od 1952 do 1953 był członkiem Komisji Oświaty i Kultury przy Miejskiej Radzie Narodowej w Sanoku. Od 1960 był członkiem Związku Bojowników o Wolność i Demokrację, należał do oddziału (powiatowego) w Sanoku ZBoWiD, 23 maja 1971 został wybrany członkiem zarządu, 21 października 1973 wybrany zastępcą członka zarządu oddziału miejskiego (działającego od 1 stycznia 1973 wskutek przekształcenia oddziału powiatowego na podstawie zmian administracyjnych). Był prelegentem z ramienia ZBoWiD. Potem należał do koła miejskiego ZBoWiD w Sanoku. W 1972 wszedł do składu Komisji Komunikacji Rady Miasta Sanoka. W okresie PRL początkowo był bezpartyjny, a potem przynależał do PZPR.
Jego żoną od 1948 była Dominika z domu Dębiec, nauczycielka, w tym w trakcie tajnego nauczania podczas II wojny światowej, a potem w I LO w Sanoku (1914–1984). Mieli troje dzieci. Zamieszkiwali przy ulicy Ignacego Daszyńskiego 7.
Adam Puzoń zmarł wskutek białaczki 5 lipca 1975 w Sanoku. Został pochowany na Cmentarzu Centralnym w Sanoku 8 lipca 1975. Tuż obok został pochowany inny żołnierz PSZ na Zachodzie, Jan Kocur.
Osobę Adama Puzonia opisał kpt. Marian Łoziński w swojej publikacji pt. Przechodniu, powiedz Polsce... Wspomnienia z lat 1941–1945 rozpoczęte w Ahwazie, 150 km od Zatoki Perskiej z 1985.

## Odznaczenia

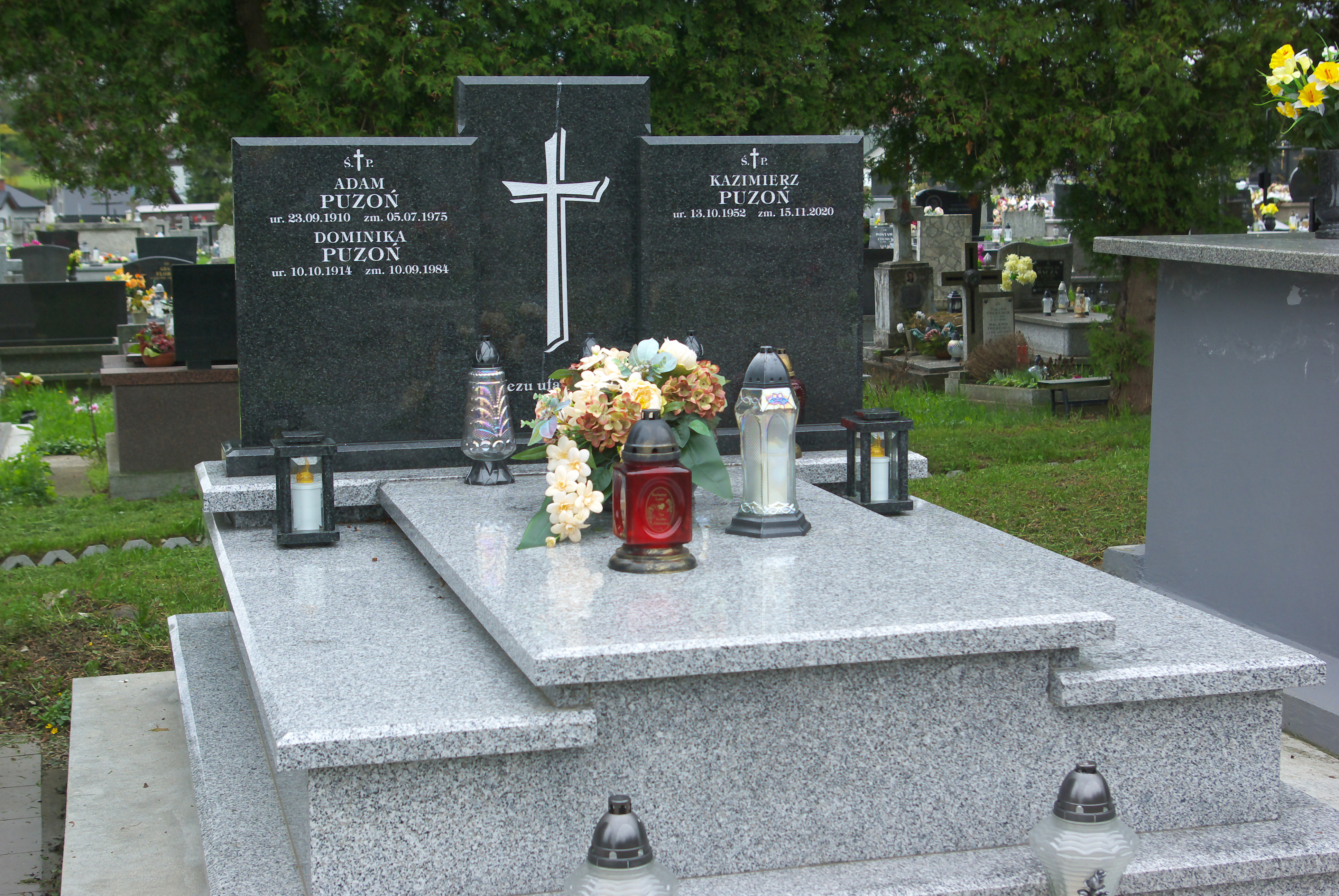
Grobowiec Adama i Dominiki Puzoniów

- Krzyż Walecznych (1944, za udział w bitwie pod Monte Cassino)[30][31]
- Medal Zwycięstwa i Wolności 1945[17]
- Medal Wojska – trzykrotnie (1947, za udział w kampanii włoskiej)[32]
- Krzyż Pamiątkowy Monte Cassino (1945)[33]
- Odznaka Grunwaldzka (1959)[10]
- Medal Wojny 1939–1945 – Wielka Brytania (1947, za udział w kampanii włoskiej)[21]
- Gwiazda za Wojnę 1939–1945 – Wielka Brytania (1946, za udział w kampanii włoskiej)[21]
- Gwiazda Afryki – Wspólnota Brytyjska (1946, za udział w kampanii afrykańskiej, obronie Tobruku)[21]
- Gwiazda Italii – Wielka Brytania (1946, za udział w kampanii włoskiej)[21]